# Anolis singularis
Anolis singularis (макайський зелений гілочковий аноліс) — вид ігуаноподібних ящірок родини анолісових (Dactyloidae). Ендемік Гаїті.

## Поширення і екологія
Макайські зелені гілочкові аноліси відомі за типовим зразком, зібраним в горах масиву де ла Отт на півострові Тібурон на крайньому південному заході острова Гаїті. Вони живуть в тропічних лісах, на висоті від 440 до 2030 м над рівнем моря.

## Збереження
МСОП класифікує цей вид як такий, що перебуває на межі зникнення. Anolis singularis загрожує знищення природного середовища.